# Буфер (информатика)
В информатике бу́фер (от англ. buffer), мн. ч. буфера́, бу́феры — это область памяти, используемая для временного хранения данных при вводе или выводе. Обмен данными (ввод и вывод) может происходить как с внешними устройствами, так и с процессами в пределах компьютера. Буфера могут быть реализованы в аппаратном или программном обеспечении, но подавляющее большинство буферов реализуется в программном обеспечении. Буфера используются, когда существует разница между скоростью получения данных и скоростью их обработки или в случае, когда эти скорости переменны, например, при буферизации печати.

## Буфер икэш
Эти термины не являются взаимоисключающими, и их функции часто смешиваются, но существует различие в их предназначении. Буфер — временное хранилище, где большие блоки данных сливаются или разбиваются на части. Это необходимо для взаимодействия с запоминающим устройством, которое работает с большими блоками данных, или когда данные передаются в другом порядке чем тот, в котором они формируются, и лишь желательно — в том случае, когда использование мелких блоков неэффективно. Использование буфера приносит пользу, даже если буферизуемые данные пишутся в буфер и читаются из него однократно.
В свою очередь, использование кэша предполагает, что данные будут читаться из кэша чаще, чем записываться туда. Его назначение — уменьшить число обращений к запоминающему устройству, а не сделать их более эффективными.

## Использование буферов
Метод организации обмена данными между устройствами или процессами с использованием буфера называется буферизацией. Один из наиболее известных для пользователей ПК примеров такого использования буфера — буфер обмена в ОС Microsoft Windows.
Также буфера используются в программировании для получения данных от функций. Функции Windows API, результатом работы которых является строковое значение (например, MultiByteToWideChar), принимают в качестве одного из аргументов указатель на буфер, куда производится вывод. Вот пример фрагмента исходного текста программы на C, преобразующего строку «Hello, World!» в Unicode:
```
// исходная строка

CHAR
 
text
[]
 
=
 
"Hello, World!"
;

// буфер для получения результата

WCHAR
 
buffer
[
256
];

// преобразование строки в Unicode

MultiByteToWideChar
(
CP_ACP
,
 
0
,
 
text
,
 
strlen
(
text
)
 
+
 
1
,

  
buffer
,
 
sizeof
(
buffer
)
/
sizeof
(
WCHAR
));

```